# 129092 Snowdonia
129092 Snowdonia este un asteroid din centura principală de asteroizi.

## Descriere
129092 Snowdonia este un asteroid din centura principală de asteroizi. A fost descoperit pe 19 noiembrie 2004 la Haleakala, în cadrul proiectului Faulkes Telescope Educational Project. Asteroidul prezintă o orbită caracterizată de o semiaxă mare de 3,00 ua, o excentricitate de 0,07 și o înclinație de 11,9° în raport cu ecliptica.